# 2007年の映画/12月
- 1日
  - ブラザーサンタ（ アメリカ合衆国）
  - マリア（ アメリカ合衆国）
  - ダーウィン・アワード（ アメリカ合衆国）
  - ベオウルフ/呪われし勇者（ アメリカ合衆国）
  - ディセンバー・ボーイズ（ アメリカ合衆国）
  - マグナム・フォト 世界を変える写真家たち（ ドイツ/ドキュメンタリー）
  - ここに幸あり（ フランス・ イタリア・ ロシア）
  - ある愛の風景（ デンマーク）
  - サラエボの花（ボスニア・ヘルツェゴヴィナ）
  - XX（エクスクロス） 魔境伝説（ 日本）
  - 本日の猫事情（ 日本）
  - 椿三十郎（ 日本）
  - 劇場版 空の境界 第一章 俯瞰風景（ 日本）
  - おそいひと（ 日本）
  - シアトリカル 唐十郎と劇団唐組の記録（ 日本）
- 8日
  - スリザー（ アメリカ合衆国）
  - PEACE BED アメリカVSジョン・レノン（ アメリカ合衆国/ドキュメンタリー）
  - ペレを買った男（ アメリカ合衆国・ イギリス/ドキュメンタリー）
  - やわらかい手（ イギリス・ フランス・ ベルギー・ ドイツ）
  - エンジェル（ イギリス・ フランス・ ベルギー）
  - マリッジリング（ 日本）
  - マリと子犬の物語（ 日本）
  - やる気まんまん（ 日本）
  - 妄想少女オタク系（ 日本）
  - ホッテントットエプロン-スケッチ（ 日本）
- 14日
  - アイ・アム・レジェンド（ アメリカ合衆国）
- 15日
  - ベティ・ペイジ（ アメリカ合衆国）
  - 地球外生命体捕獲（ アメリカ合衆国）
  - 食の未来（ アメリカ合衆国/ドキュメンタリー）
  - バレエ・リュス 踊る歓び、生きる歓び（ アメリカ合衆国/ドキュメンタリー）
  - ザ・シンプソンズ MOVIE（ アメリカ合衆国/アニメ）
  - サーフズ・アップ（ アメリカ合衆国/アニメ）
  - チャプター27（ カナダ・ アメリカ合衆国）
  - ゼロ時間の謎（ フランス）
  - わが幼少時代のポルト（ ポルトガル・ フランス）
  - 夜顔（ ポルトガル・ フランス）
  - 眠れる美女（ ドイツ）
  - 中国の植物研究者の娘たち（ 中国）
  - カンナさん大成功です!（ 韓国）
  - ユゴ 大統領有故（ 韓国）
  - スマイル 聖夜の奇跡（ 日本）
  - ジャーマン+雨（ 日本）
  - イッツ・ア・ニューデイ（ 日本）
  - Little DJ〜小さな恋の物語（ 日本）
  - えいがでとーじょー! たまごっち ドキドキ! うちゅーのまいごっち!?（ 日本/アニメ）
- 21日
  - ナショナル・トレジャー/リンカーン暗殺者の日記（ アメリカ合衆国）
- 22日
  - 再会の街で（ アメリカ合衆国）
  - 俺たちフィギュアスケーター（ アメリカ合衆国）
  - その名にちなんで（ アメリカ合衆国）
  - パルス（ アメリカ合衆国）
  - 光の六つのしるし（ アメリカ合衆国）
  - エンドゲーム 大統領最期の日（ アメリカ合衆国）
  - チャーリー・チャップリン ライフ・アンド・アート（ アメリカ合衆国/ドキュメンタリー）
  - ルイスと未来泥棒（ アメリカ合衆国/アニメ）
  - ひつじのショーン（ イギリス/アニメ）
  - はじらい（ フランス）
  - ペルセポリス（ フランス/アニメ）
  - 線路と娼婦とサッカーボール（ スペイン/ドキュメンタリー）
  - 暗殺 リトビネンコ事件（ ロシア/ドキュメンタリー）
  - 迷子の警察音楽隊（ イスラエル・ フランス）
  - 茶々 天涯の貴妃（ 日本）
  - ねずみ物語 〜ジョージとジェラルドの冒険〜（ 日本）
  - 魍魎の匣（ 日本）
  - グミ・チョコレート・パイン（ 日本）
  - かぞくのひけつ（ 日本）
  - 風の外側（ 日本）
  - 北辰斜にさすところ（ 日本）
  - シナモン the movie（ 日本/アニメ）
  - 劇場版BLEACH The DiamondDust Rebellion もう一つの氷輪丸（ 日本/アニメ）
- 28日
  - AVP2 エイリアンズVS.プレデター（ アメリカ合衆国）
- 29日
  - 劇場版 空の境界 第二章 殺人考察(前)（ 日本）